# 함평공공도서관
함평공공도서관은 전라남도 함평군 소재의 도서관이다.

## 연혁
- 1987.03.20 건립추진위원회 결성
- 1987.09.21 부지 확보
- 1987.11.30 함평공공도서관 착공
- 1988.04.11 함평공공도서관 준공
- 1988.07.11 함평공공도서관 개관(전라남도 함평군 함평읍 기각리 901)
- 2003.06.30 문화강좌실 및 디지털자료실 준공
- 2003.07.28 문화강좌실 및 디지털자료실 증축
- 2004.02.17 디지털자료실 개실
- 2012.02.23 한국도서관상 수상(한국도서관협회)
- 2012.03.27 3층 어린이자료실 증축 개실

## 시설현황
- 3층: 어린이자료실
- 2층: 디지털자료실, 보존자료실, 열람실, 독서토론실, 관장실
- 1층: 문화강좌실, 종합자료실, 행정실, 숙직실

## 이용 안내
이용 시간
| 열람실 종류               | 화 ~ 금요일                                   | 토 ~ 일요일   |
| ------------------------- | --------------------------------------------- | ------------- |
| 일반열람실                | 07:00 ~ 22:00(3~10월) / 08:00 ~ 22:00(11~2월) |               |
| 종합자료실                | 09:00 ~ 22:00                                 | 09:00 ~ 17:00 |
| 어린이자료실 디지털자료실 | 09:00 ~ 18:00                                 | 09:00 ~ 17:00 |

휴관일
- 매주 월요일
- 법정공휴일 및 국경일
- 특별한 사유로 관장이 지정한 날